# هایاکاوا ۴۷۷۳
سیارک ۴۷۷۳ (به انگلیسی: 4773 Hayakawa، نامگذاری:1989WF) چهار هزار و هفتصد و هفتاد و سومین سیارک کشف شده‌است که در ۱۷ نوامبر ۱۹۸۹ کشف شد.
قدر مطلق سیارک برابر ۱۲٫۷۰ است.